# Magdalena Szczytowicz
Magdalena Szczytowicz (pseudonim: Michońka) (ur. 26 stycznia 1979 w Sosnowcu) – polska siatkarka plażowa i trener tej dyscypliny, wielokrotna medalistka mistrzostw Polski.

## Kariera

### Siatkówka halowa
Swoją siatkarską karierę w hali rozpoczęła w wieku 14 lat w klubie KS Kolejarz '24 Katowice pod okiem Romana Gila i Doroty Minkiny. Po ukończeniu Liceum Ogólnokształcącego im. Polskich Olimpijczyków w Dąbrowie Górniczej przeniosła się do AZS-u Katowice, który w późniejszym czasie przekształcił się w MMKS Dąbrowa Górnicza. Pod wodzą trenera Jarosława Bodysa awansowała do II Ligi, a następnie na zaplecze ekstraklasy. Po sezonie 2004/2005 podpisała kontrakt z francuskim klubem VTN Tulle Naves, w którym grała m.in. z Martą Lach, Izabelą Placek, Dorotą Wrzochol oraz Anną Brożek. W 2008 roku powróciła do Polski, dołączając do trzecioligowego UKS-u „MOSiR” Jasło.
Do 2004 roku grała na pozycji środkowej bloku, a następnie jako przyjmująca.

### Siatkówka plażowa
Plażową odmianą siatkówki zafascynowała się w 1999 roku dzięki Michałowi Szczytowiczowi. W 2000 roku zdobyła złoty medal Akademickich Mistrzostw Polski w parze z Izabelą Nowińską. Rok później została powołana do kadry narodowej prowadzonej przez Bogusława Kanickiego. Podczas Mistrzostw Europy do lat 23 w portugalskim Porto zajęła 9. miejsce w duecie z Julią Jurczyk. W latach 2002–2005 jej plażową partnerką była Dorota Wojtczak-Kondyjowska, z którą dwukrotnie sięgnęła po złoty medal Mistrzostw Polski (2002, 2004) oraz brąz (2003). W 2005 roku w krajowym czempionacie uplasowała się na czwartym miejscu. Sezon później (2006) powróciła na podium, stając na drugim jego stopniu wraz z Małgorzatą Sobolewską. W finałowym turnieju mistrzostw Polski w 2007 roku zajęła miejsca 7-8. Podczas jednego z meczów kontuzji doznała jej partnerka, Agnieszka Wołoszyn, przez co nie mogły powalczyć o wyższą lokatę. Znacznie lepszy wynik osiągnęły w kolejnym sezonie (2008), zdobywając srebrne medale. Ostatni raz na podium krajowych mistrzostw była w 2009 roku wraz z Kingą Kołosińską. Po tym sukcesie wstrzymała swoją sportową karierę, poświęcając się pracy trenerskiej oraz macierzyństwu. W 2012 roku zagrała w kilku turniejach towarzyskich w parze z Karoliną Sowałą, Małgorzatą Lis i Agnieszką Pręgowską. Do profesjonalnej gry powróciła w 2013 roku i grała do 2015 w parze z Aleksandrą Baron, ponownie wróciła do gry w 2018 w parze z Michaliną Tokarską i grała do 2023 roku.
Od 2002 roku jej trenerem jest Michał Szczytowicz.

## Kariera trenerska

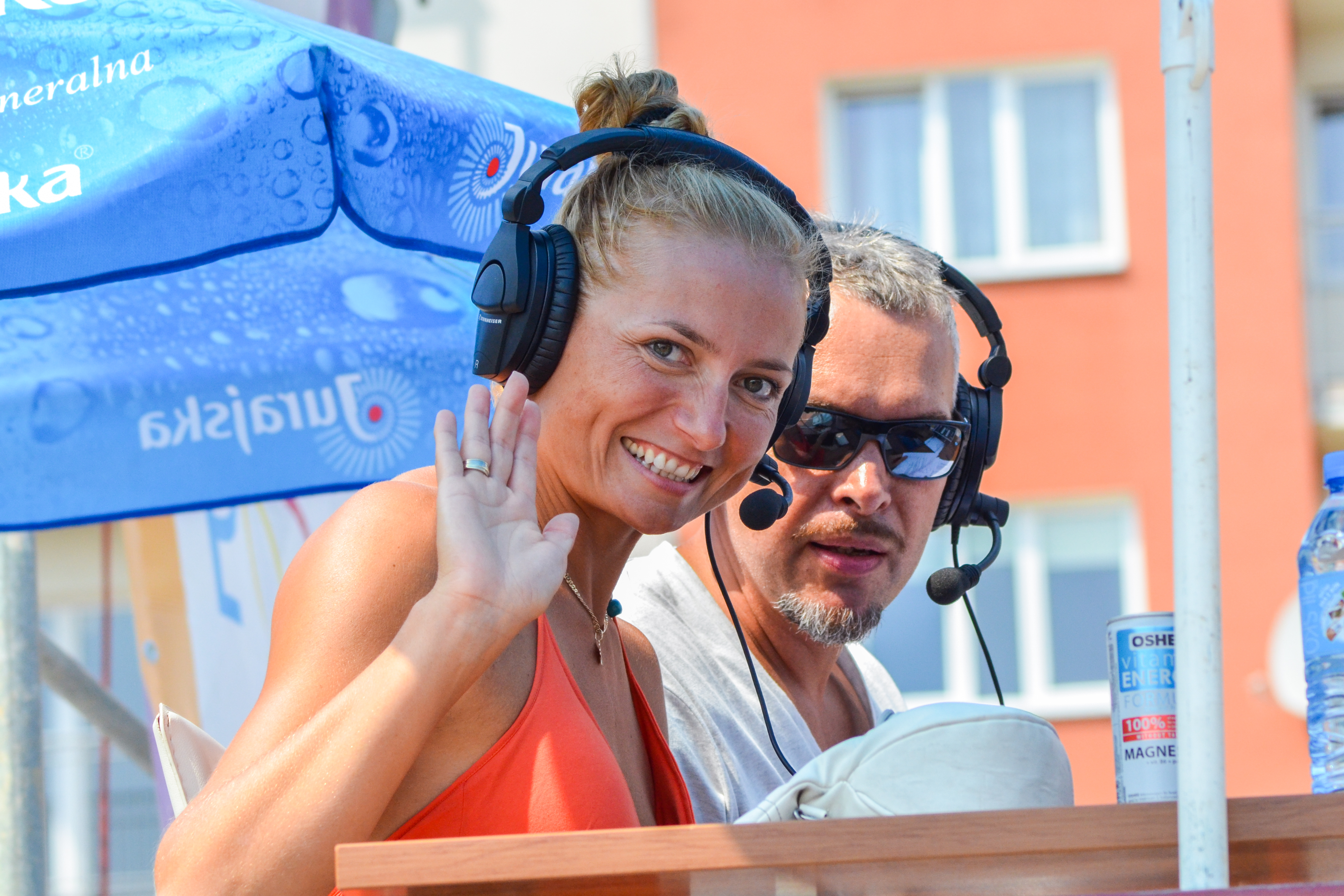
Magdalena Szczytowicz wraz z Bartoszem Hellerem podczas komentowania meczu dla TVP Sport z turnieju Plaża Open 2014 w Nowym Dworze Mazowieckim

Od dzieciństwa fascynowała ją rola trenera. Pierwszą pracę w tym zawodzie dostała w 2002 roku w klubie MMKS Dąbrowa Górnicza. Miała pod swoją opieką drużyny młodzików i kadetów w siatkówce halowej oraz plażowej. Dodatkowo pracowała także w Zespole Szkół Sportowych im. Polskich Olimpijczyków w Dąbrowie Górniczej (2002-2005). W latach 2005–2008 była odpowiedzialna za szkolenie grupy dzieci w wieku 5–12 lat w klubie VTN Tulle Naves we Francji. W 2008 roku została trenerem kadry narodowej Polski i nauczycielem w Niepublicznym Liceum Ogólnokształcącym Szkoły Mistrzostwa Sportowego w siatkówce plażowej Polskiego Związku Piłki Siatkowej w Łodzi. W sezonie 2013 trenowała kadrę województwa śląskiego młodziczek, kadetek i juniorek. W 2015-2016 pracowała w SMS Katowice jako trener młodziczek i kadetek. Od 2021 trenerka w Akademii Volley Dąbrowa Górnicza kategorii Kinder dziewczyn i chłopców.

## Życie prywatne

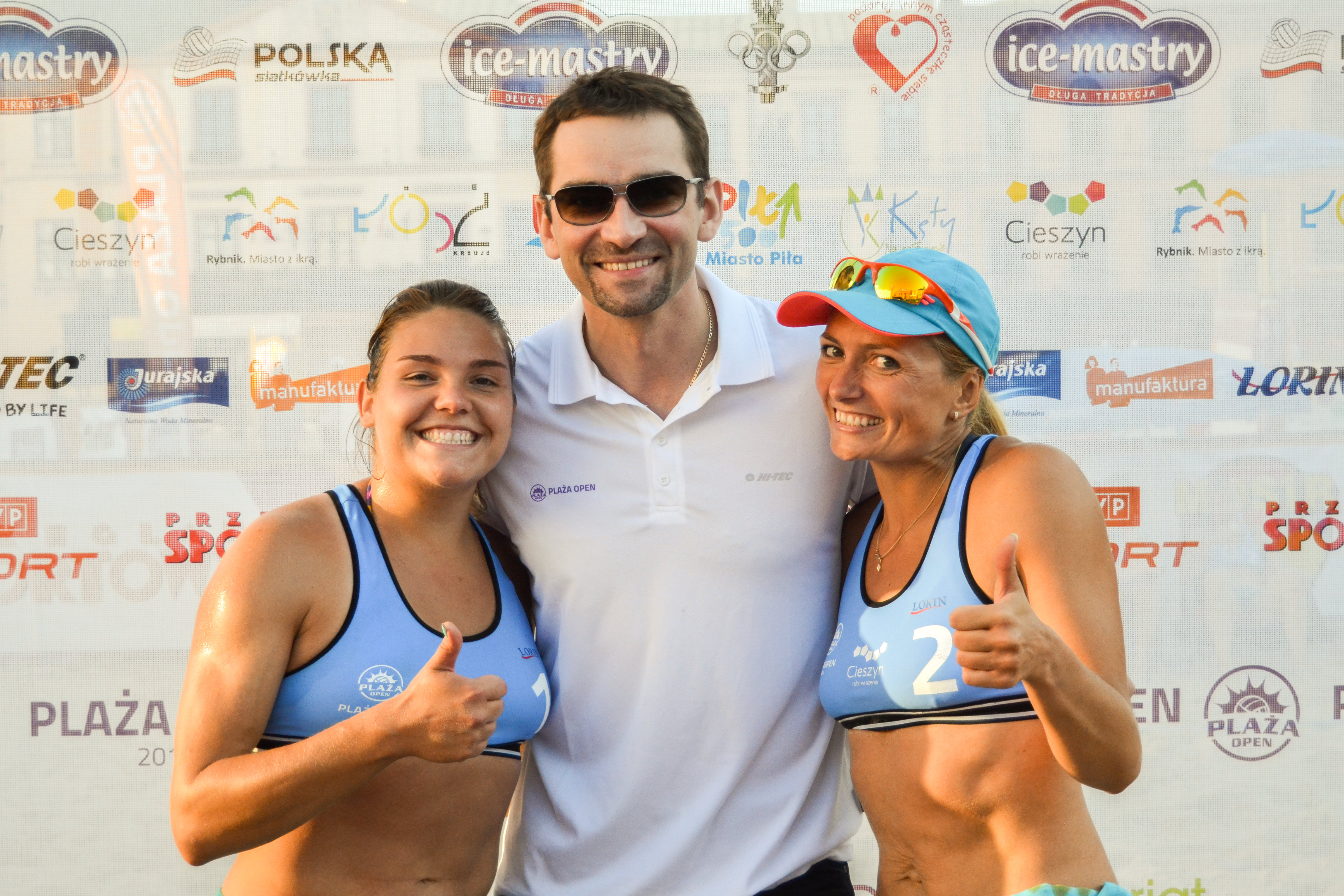
Magdalena Szczytowicz wraz z Sebastianem Świderskim oraz Aleksandrą Baron podczas turnieju siatkówki plażowej Plaża Open 2014 w Cieszynie

Od 23 kwietnia 2005 roku jej mężem jest Michał Szczytowicz, były trener reprezentacji Polski w siatkówce plażowej. Poznali się w 1999 roku w czasie studiów na Akademii Wychowania Fizycznego w Katowicach. W latach 2005–2008 przebywali we Francji, gdzie kontynuowali swoje kariery sportowe.
9 września 2011 roku urodziła bliźniaki: Michała i Maksymiliana. 11 grudnia 2017 roku urodziła córkę Marię.
Ma dwie siostry: Katarzynę (1978) oraz Justynę (1983).

## Sukcesy
- 2000 – złoty medal Akademickich Mistrzostw Polski w parze z Izabelą Nowińską
- 2001 – 9. miejsce na mistrzostwach Europy do lat 23 w Porto w parze z Julią Jurczyk
- 2001 – złoty medal Akademickich Mistrzostw Polski w parze z Dorotą Wojtczak
- 2001 – srebrny medal Akademickich Mistrzostw Polski w Mikstach w parze z Michałem Szczytowiczem
- 2002 – złoty medal Akademickich Mistrzostw Polski w parze z Dorotą Wojtczak
- 2002 – złoty medal Akademickich Mistrzostw Polski w Mikstach w parze z Michałem Szczytowiczem
- 2002 – złoty medal mistrzostw Polski w parze z Dorotą Wojtczak
- 2003 – brązowy medal mistrzostw Polski w parze z Dorotą Wojtczak
- 2004 – złoty medal mistrzostw Polski w parze z Dorotą Wojtczak
- 2005 – 4. miejsce na mistrzostwach Polski w parze z Dorotą Wojtczak
- 2006 – srebrny medal mistrzostw Polski w parze z Małgorzatą Sobolewską
- 2007 – brązowy medal CEV Challenger & Satellite w Gdańsku-Jelitkowie w parze z Agnieszką Wołoszyn
- 2008 – srebrny medal mistrzostw Polski w parze z Agnieszką Wołoszyn
- 2009 – brązowy medal mistrzostw Polski w parze z Kingą Kołosińską
- 2018 - złoty medal Mistrzostw Polski Masters z Michalina Tokarską
- 2019 - złoty medal Mistrzostw Polski Masters z Michaliną Tokarską